# دان كيروين
دان كيروين (بالإنجليزية: Dan Kerwin)‏ هو لاعب كرة قاعدة أمريكي، ولد في 9 يوليو 1874 في فيلادلفيا في الولايات المتحدة، وتوفي بنفس المكان في 13 يوليو 1960.

## وصلات خارجية
- دان كيروين على موقعبيزبول رفرنس.كوم (الدوري الرئيسي) (الإنجليزية)
- دان كيروين على موقعبيزبول رفرنس.كوم (الدوري الثانوي) (الإنجليزية)